# 向洋町東
向洋町東（こうようちょうひがし）は、神戸市東灘区の町名の一つであり、人工島六甲アイランドの東部にあたる。
西側、シティヒル緑地帯以北が向洋町西、以南が向洋町中であり、北は六甲大橋で住吉浜町、阪神高速5号湾岸線の六甲アイランド北出入口（六甲アイランド大橋）で魚崎浜町と接続する。
町名は昭和54年（1979年）に、六甲アイランドが大阪湾に面しまさしく海に向かうところから付けられた。島の外側の港湾施設・産業用地にあたる。一～四丁目までが存在し、住居表示未実施。
フェリー埠頭があり、四国・九州・沖縄方面への航路が出ている。
平成17年国勢調査（2005年10月1日現在）における世帯数は2、人口2で、うち男性2人・女性0人。

## 施設
- 阪神高速道路5号湾岸線：六甲アイランド北出入口
- 六甲アイランドフェリーターミナル
- 六甲船客ターミナル